# Zatoka Obfitości

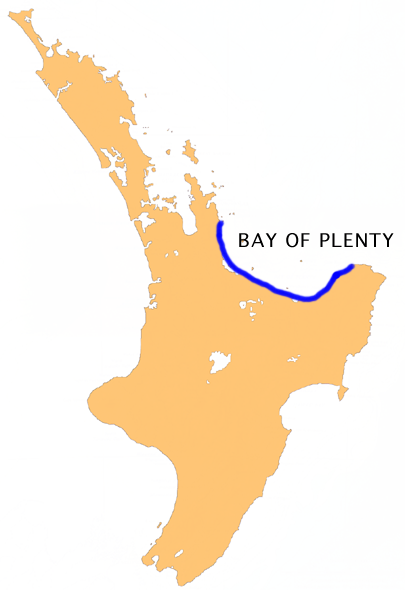
Położenie Zatoki Obfitości

Zatoka Obfitości (ang. Bay of Plenty) – zatoka na północnym wybrzeżu Wyspy Północnej w Nowej Zelandii. Rozciąga się od podstawy półwyspu Coromandel na zachodzie do przylądka Cape Runaway na wschodzie. Należy do Oceanu Spokojnego (Basen Południowofidżyjski).
Linia brzegowa zatoki, długości blisko 260 km, w skali makro jest znacznie wyrównana. Brzegi zatoki od Waihi Beach na zachodzie do Opape w ogromnej większości są niskie. Wzdłuż nich ciągną się pasy wydm, rozdzielane estuariami rzek spływających do zatoki. W kilku miejscach utworzyły się rozległe, płytkie zalewy przybrzeżne, oddzielone od oceanu mierzejami. Największe z nich to zalew koło Tauranga i drugi koło Whakatane. Poza pasem wydm nizinne tereny przybrzeżne były pierwotnie pokryte mokradłami, dziś w większości osuszonymi. Wyższe brzegi, często skaliste, spotkamy we wschodniej części zatoki, od Opape do Cape Runaway, gdzie do oceanu schodzą odnogi pasma górskiego Raukumara. I tu jednak są one gęsto poprzedzielane mniejszymi, zwykle płytko wciętymi zatokami z piaszczystymi plażami.
Do Zatoki Obfitości uchodzi szereg rzek, z czego osiem większych (od zachodu na wschód): Wairoa, Kaituna, Tarawera, Rangitaiki (najdłuższa), Whakatane, Waioeka, Motu i Raukokore.
W zatoce istnieje kilka wysp pochodzenia wulkanicznego, z których największe to Mayor Island, Whale Island, White Island (aktywny wulkan), Motiti Island i Moutohora island.

## Nazwa
Zarówno sama zatoka jak i region do niej przyległy w języku maori nosi nazwę Te Moana-a-Toi, czyli Morze Toi. Stanowi to pamiątkę po legendarnym przodku nowozelandzkich Maorysów, imieniem Toi. To właśnie tu miały przybić do brzegu z końcem XIII w. historyczne łodzie Maorysów, którymi dotarli oni do Nowej Zelandii: Mātaatua, Tākitimu, Nukutere, Te Arawa i Tainui.
Pierwszy statek europejski, brytyjski okręt „Endeavour”, wpłynął do zatoki w październiku 1769 roku w trakcie pierwszej wyprawy Jamesa Cooka w poszukiwaniu nowych lądów. Cook nazwał ją „Zatoką Obfitości”, ponieważ ludzie mieszkający na jej brzegach mieli dużo ryb, drewna oraz innych produktów i byli skłonni do udostępnienia ich żeglarzom (w jaskrawym przeciwieństwie do doświadczeń, jakie były udziałem wyprawy Cooka wcześniej w „Zatoce Ubóstwa” na wschodnim wybrzeżu wyspy).